# Dubbelklooster
Een dubbelklooster of dubbelabdij was een klooster of abdij waarin twee gemeenschappen woonden: een voor mannelijke religieuzen en een voor vrouwelijke religieuzen.
Een dubbelklooster bestond dan ook uit twee gescheiden kloostergebouwen waartussen zich de kerk bevond. Een dubbelklooster vormde één ruimtelijke, bestuurlijke en economische eenheid. Het kon zowel door een abt als, in de meeste gevallen, door een abdis worden geleid.
Dubbelkloosters ontstonden al in het oude monnikendom van Egypte in de 4e eeuw en ook de regel van Basilius voorziet erin. Vanaf de 6e eeuw werden ze in het Oosten vaak verboden. In het Westen waren er dubbelkloosters van de 6e tot de 9e eeuw, waarbij de monniken gewoonlijk in dienst stonden van de monialen en een abdis aan het hoofd stond. Dergelijke dubbelkloosters bestonden bijvoorbeeld in Ierland en mogelijk vanaf de 8e eeuw (Willibrord) ook sporadisch in de Nederlanden. In de 11e eeuw ontstonden opnieuw dubbelkloosters, doordat veel vrouwen zich voor geestelijke leiding bij een bestaand mannenklooster vestigden.
Het oprichten van dubbelkloosters werd sterk bevorderd door toedoen van de Abdij van Fontevrault, een dubbelabdij die gesticht werd in 1101.
Hoewel de monniken en monialen gescheiden van elkaar leefden, raakten dubbelkloosters geleidelijk aan in onbruik vanwege het gevaar van zedeloosheid. Bandeloosheid in kloosters werd echter vooral veroorzaakt door de sterke greep van de adel op deze instellingen.
De Norbertijnen en Birgittijnen zijn voorbeelden van kloosterorden die vaak dubbelkloosters kenden. Hoewel veel Norbertijner abdijen als dubbelklooster zijn gesticht in het begin van de 12e eeuw, besloten zij in de loop van de 12e eeuw te ontdubbelen, wat inhield dat de vrouwen hun eigen Norbertinessenabdijen gingen stichten. Omstreeks 1200 was de ontdubbeling bij deze orde een feit.
Bij de Birgittijnen en Birgittinessen waren dubbelkloosters nog in zwang tot de afschaffing ervan in de 16e eeuw, ten gevolge van het Concilie van Trente.
De laatste dubbelkloosters werden rond 1800 opgeheven.

## Tweede betekenis
De dubbelabdij van Stavelot-Malmedy is geen dubbelabdij in de bovenstaande zin. Het betreft hier twee mannenkloosters in naburige steden die bestuurlijk nauw aan elkaar verwant waren, maar ook rivaliteit kenden.